# Carmen Calatayud Piquer
Carmen Calatayud Piquer (Sueras, segle xix - Castelló de la Plana, segle XX) fou una militant d'ERC.

## Biografia
Encara que nascuda a Suera va ser veïna de Castelló de la Plana i vivia al carrer de Campoamor. Fadrina. Va estar afiliada al Partit d'Esquerra Republicana de Castelló del qual va ser component destacat. Quan el 1935 el diputat d'Esquerra Republicana per Castelló Francisco Casas Sala va organitzar l'Agrupació Femenina d'Esquerra Republicana, que va reunir al voltant de 200 afiliades, Carmen Calatayud va ocupar el càrrec de secretària de l'Agrupació i va acudir en representació del partit a nombrosos actes públics.
Amb l'esclat de la Guerra Civil espanyola, les dones de l'Agrupació compromeses amb la defensa de la República es van mobilitzar intensificant la jornada laboral i fins i tot estaven disposades a una reducció dels seus salaris perquè el front estiguera ben proveït, encara que no van propiciar la substitució directa de la mà d'obra masculina per la femenina en tots els llocs de treball, potser pel fet que no s'havia superat encara la concepció burgesa de la dona. Per això, i motivat per aquesta concepció de rols tradicional assignats al sexe femení, l'ajuda es va concretar en tasques «femenines» com ara la confecció de roba d'abrigar, apadrinar soldats, elaboració de banderes o ornamentació de seus.
Carmen Calatayud va ser l'única dona que va formar part d'una Comissió que va eixir el 4 de desembre de 1936 des de Castelló de la Plana cap a Villarrobledo (Albacete), per fer el lliurament d'una bandera al batalló de voluntaris número 17, anomenat de «Casas Sala» que havia de participar en la presa de Terol. En la seu del Consell Provincial d'Esquerra Republicana situada al carrer de Largo Caballero 3, informava i tramitava gratuïtament els expedients de pensions per als familiars de morts o desapareguts en la guerra.
Després de la derrota del Front Popular, la posterior repressió franquista la va sotmetre a un consell de guerra. Se li va aplicar la llei de responsabilitats polítiques, i va ser acusada de ser «miliciana», que anava amb «mono y llevaba pistola», que estava en contacte amb «las checas» i que utilitzava els seus cotxes i d'estar entre les «turbes» que van incendiar l'església major de Castelló. Per tot això, va ser acusada d'excitació i rebel·lió i va ser condemnada a sis anys i un dia de presó major, supressió de càrrecs i de dret al sufragi.